# Óita
Óita (大分市; Óita-ši) je hlavní město prefektury Óita na ostrově Kjúšú v Japonsku.
V roce 2003 mělo město Óita 441 270 obyvatel a hustotu osídlení 1 222,90 ob./km². Celková rozloha města je 360,84 km².
Město začalo prosperovat v 16. století za vlády Ótomo Sórina, který obchodoval s Portugalci.

## Partnerská města
- Austin, Texas, USA (30. říjen 1990)
- Aveiro, Portugalsko (10. říjen 1978)
- Kanton, Čínská lidová republika (9. říjen 1997)
- Wu-chan, Čínská lidová republika (7. září 1979)